# Love You To
Pistes de Revolver
I'm Only Sleeping Here, There and Everywhere
Love You To est une chanson du groupe britannique The Beatles. Écrite par George Harrison, elle illustre l'intérêt des quatre musiciens, notamment de Harrison, pour la culture indienne, une passion qui remonte au tournage du film Help!. Séduit par le sitar, Harrison s'en est procuré un exemplaire et apprend à en jouer auprès de musiciens indiens, notamment Ravi Shankar. C'est l'une des trois chansons d'inspiration indienne qu'il compose au sein des Beatles.
L'enregistrement se déroule les 11 et 13 avril 1966 dans les studios EMI d'Abbey Road et fait intervenir, outre Harrison qui joue de la guitare et chante, une équipe de musiciens indiens dont un seul est crédité, pour son jeu de tablâ. Il reste difficile de savoir si les parties de sitar de la chanson ont été interprétées par George Harrrison. Ringo Starr et Paul McCartney apportent également une contribution mineure à la chanson, seul John Lennon n'y a pas participé. Les paroles, particulièrement pessimistes, sont une invitation à aimer les gens avant qu'il ne soit trop tard. La musique mêle formes indiennes et occidentales.
Love You To apparaît début août 1966 sur l'album Revolver, lui-même teinté de sonorités indiennes. L'album est un grand succès et se classe numéro un dans de nombreux pays. La chanson est généralement négligée par les critiques occidentaux, mais les critiques asiatiques la considèrent comme la première chanson à savoir utiliser la musique indienne sans la parodier. Elle contribue également à forger l'image d'un George Harrison calme et spirituel. Elle a fait l'objet de quelques reprises assez peu notoires.

## Historique

### Genèse
Love You To est la première chanson du groupe à véritablement intégrer des éléments de la musique indienne. C'est durant le tournage du film Help!, dont l'intrigue implique une mystérieuse secte indienne à la poursuite de Ringo Starr, que George Harrison a pour la première fois été mis en contact avec cette forme de musique. Pour John Lennon, « Toute l'approche indienne est née de Help! ». Harrison complète en déclarant à propos de sa découverte de l'Inde que c'est « là où tout a  commencé pour [lui] ». Séduit par le son du sitar, il s'empresse d'en acheter un, et propose d'en ajouter des phrases sur la chanson Norwegian Wood (This Bird Has Flown) de Lennon sur l'album Rubber Soul. Cette tentative marque le début de l'utilisation d'instruments indiens dans la musique des Beatles, et dans la musique pop rock en général. Cependant, dans son autobiographie I, Me, Mine, Harrison déclare « Love You To est une des premières chansons que j'ai écrites pour le sitar. Norwegian Wood était un accident en ce qui concerne le sitar, mais celle-là est la première chanson où j'ai consciemment essayé d'utiliser le sitar et les tablâ sur la piste de base. J'ai ajouté la guitare et le chant plus tard ».
La chanson est en effet préparée pour l'album Revolver, enregistré au printemps 1966. Depuis sa découverte du sitar l'année précédente, Harrison a rencontré Ravi Shankar et lui a demandé de lui apprendre à jouer de l'instrument. Après lui avoir appris les bases du maniement correct, Shankar lui donne des cours en Angleterre, puis lui suggère d'aller approfondir sa maîtrise en Inde, ce que finit par faire Harrison fin 1966. Au total, le Beatle pratique le sitar de 1965 à 1968. Il arrête finalement sur conseil de Shankar et d'Eric Clapton qui lui suggèrent de se recentrer sur son jeu de guitare. La place de l'Inde reste cependant très importante pour lui, et il admire toute sa vie sa culture et sa spiritualité, qui transparaissent nettement dans Love You To.

### Enregistrement

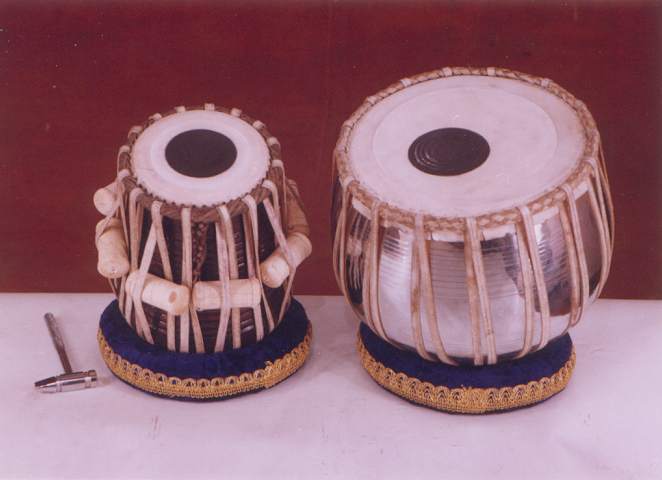
Durant l'enregistrement de Love You To, l'ingénieur du son Geoff Emerick a cherché à innover dans l'enregistrement des tablâ.

Comme souvent avec ses chansons à l'époque, George Harrison a bien du mal à trouver un titre à sa chanson : le titre final, Love You To, n'a d'ailleurs que peu de rapport avec ses paroles. Deux des trois chansons qu'il travaille pour Revolver se voient donc affublées de titres humoristiques : celle-ci devient en effet provisoirement Granny Smith, du nom de la variété de pommes préférées de l'ingénieur du son, Geoff Emerick. Quelques jours plus tard, lorsque George Martin demande à Harrison le titre de la future I Want to Tell You, le guitariste n'a toujours pas d'idée. Un Lennon moqueur lui propose Granny Smith Part Friggin' Two, et Geoff Emerick propose finalement Laxton's Suberb (une autre marque de pommes), qui est finalement provisoirement inscrit sur les bandes.
L’enregistrement de la chanson a lieu les 11 et 13 avril 1966 dans les studios EMI d'Abbey Road. Comme le remarque Emerick, les chansons de Harrison étaient souvent traitées différemment des compositions du duo Lennon/McCartney, le producteur George Martin étant souvent réticent à y accorder trop de temps et inquiet pour leur qualité, ce qu'il regrettera par la suite amèrement dans des interviews. Trois premières prises sont enregistrées au début de l'après-midi, les deux premières n'incluant que Harrison, sa guitare acoustique, et les chœurs de Paul McCartney. Contrairement aux souvenirs du guitariste dans son autobiographie, en effet, les instruments indiens ne sont intervenus qu'à partir de la troisième prise. Trois autres prises sont effectuées dans la journée, ajoutant des tabla, de la basse, et une guitare avec Fuzzbox.
Cette session est particulière pour l'équipe technique qui doit, pour la première fois, enregistrer des musiciens indiens. Geoff Emerick innove ainsi en plaçant ses micros très près des tablâ, obtenant un son inédit qui surprend les musiciens. Pour cet instrument, un musicien indien a été engagé, Anil Bhagwat, qui déclare : « George m'a dit ce qu'il voulait et j'ai enregistré les tabla avec lui. Il m'a suggéré de jouer quelque chose dans le style de Ravi Shankar [...], bien qu'il ait approuvé le fait que je devais improviser. La musique indienne n'est qu'improvisation. J'ai eu beaucoup de chance, ils ont mis mon nom sur la pochette. J'en suis très fier, ils étaient les plus grands et mon nom est sur la pochette. C'était un des moments les plus excitants de ma vie. » Concernant le sitar, il est difficile de savoir qui en joue : l'écrivain Ian MacDonald pense qu'il s'agit du professeur de George Harrison, resté anonyme, mais Shankara Angardi, proche du musicien, pense que Harrison a joué lui-même ces parties.
Deux jours plus tard, des overdubs sont réalisés : Ringo Starr joue du tambourin, tandis que Paul McCartney enregistre des chœurs qui sont finalement supprimés. La version mono est mixée dans la foulée, avant que le groupe ne commence à travailler sur son prochain single, Paperback Writer. Les mixages stéréos sont bouclés le 21 juin, la chanson ayant toujours son nom de pomme, qui ne change que pour la sortie de l'album.

### Parution et réception
Love You To est la quatrième piste de l'album Revolver publié au Royaume-Uni le 5 août 1966. Elle occupe la troisième position de la version américaine publiée trois jours plus tard, dans la mesure où celle-ci est amputée de trois chansons. L'album, perçu comme révolutionnaire par la critique, s'élève rapidement en première place des charts. Cette chanson inaugure la période indienne de Harrison, qui utilise à nouveau ces sonorités dans Within You Without You et The Inner Light ainsi que sur son album Wonderwall Music. Avec Taxman et I Want to Tell You, Love You To est une des trois chansons publiées par George Harrison sur l'album. Il commence ainsi à gagner une réputation de compositeur au sein des Beatles. La chanson elle-même arrive dans un contexte où l'Occident se prend d'un véritable engouement pour l'Inde, particulièrement enthousiaste mais assez bref.
Les critiques occidentaux ont généralement négligé cette chanson qui n'est pas la meilleure performance « indienne » de Harrison (le critique et auteur Ian MacDonald la trouve « lourdement répétitive ») ; cependant, pour les critiques asiatiques, la chanson a fait l'effet d'une révolution : pour la première fois, des musiciens occidentaux reprenaient de la musique indienne en respectant ses codes, sans tomber dans la parodie. Cette chanson contribue également à créer l'image du « Quiet Beatle » (« Beatle tranquille ») : dans le dessin animé Yellow Submarine, Harrison est représenté comme le membre pacifique et méditatif du groupe ; et est introduit sur quelques notes de Love You To.
Si la plupart des chansons des Beatles ont été l'objet de nombreuses reprises, Love You To a été relativement peu interprétée par d'autres artistes. Parmi ceux qui l'ont chantée, Ronnie Montrose, Sukilove, Les Fradkin, Bonhwater et Joel Harrison.

## Analyse musicale

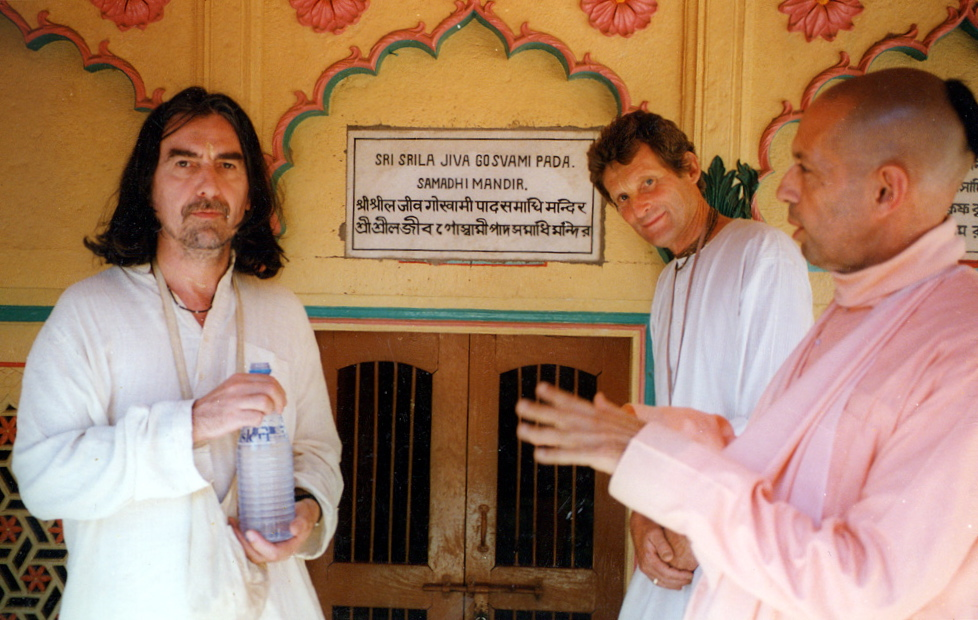
Love You To marque le début de la période indienne dans la musique de George Harrison, et de l'attachement qu'il voue à cette culture durant toute sa vie.

Le titre final de la chanson, Love you to (« J'aimerais que tu/vous... »), est assez déconcertant dans la mesure où ces mots n’apparaissent pas dans le texte et ne reflètent pas le contenu de la chanson. En effet, les paroles sont plutôt une invitation à profiter de l'instant présent, comme en témoignent les passages « A life time is so short » (« Une vie est si courte ») ou encore « Love me while you can » (« Aime-moi tant que tu le peux »). Ce message est en partie repris dans Within You Without You, dans lequel Harrison détaille son apprentissage de la philosophie indienne, notamment le besoin de dire les choses aux gens avant qu'ils ne meurent. Ce sont donc des paroles particulièrement pessimistes, qui parlent notamment d'aimer le chanteur avant qu'il soit un « dead old man » (« vieil homme mort »), tranchant avec les tons optimistes de la pop britannique de l'époque.
D'un point de vue musical, si la chanson utilise des instruments indiens, elle reste ancrée dans la musique occidentale. George Harrison y joue en effet du sitar comme il joue habituellement de la guitare, selon Simon Leng, en ayant recours à des formes typiques du blues et du rock. Cependant, la chanson a également un tempo particulier typique de la musique indienne, ainsi qu'une introduction plus lente. Celle-ci est une succession de glissandos de sitar assez symboliques des compositions indiennes, avant que la chanson ne parte sur un drone ponctué de phrases de sitar répondant au chant. La chanson contient également un solo de cet instrument, suffisamment élaboré pour pousser le musicologue Allan W. Pollack à penser que Harrison n'en est pas l'interprète, vu la brièveté de sa formation à l'époque.
Love You To pose les bases du travail de George Harrison pour les années suivantes, non seulement dans ses compositions indiennes pures (Within You Without You, The Inner Light, Wonderwall Music), mais aussi dans plusieurs autres chansons plus occidentales qui en sont teintées, comme Blue Jay Way et It's All Too Much. Plus encore, la chanson imprègne Revolver, album assez hétéroclite, d'une tonalité indienne dans plusieurs chansons, qu'il s'agisse des solos de Taxman et I'm Only Sleeping ou de l'aspect général de Tomorrow Never Knows et Rain (publiée en face B du single Paperback Writer à la même époque).

## Fiche technique

### Interprètes
- George Harrison : chant, sitar, guitare acoustique, guitare rythmique, guitare solo, pédale fuzz
- Paul McCartney : chœurs, basse
- Ringo Starr : tambourin
- Anil Bhagwat – tabla
- Musiciens non cités de l'Asian Music Circle : sitar, tampura
selon Kenneth Womack et Ian McDonald

### Équipe technique
- George Martin : production
- Geoff Emerick : ingénieur du son
- Phil McDonald : ingénieur du son assistant
- Richard Lush : ingénieur du son assistant